# Perè Golon
Perè Golon (o Golom) o anche Berhè Golon, detto Alì (Cheren, 1904 circa – ...) è stato un fantino eritreo.
Secondo alcune fonti il suo vero nome era Bathà Golom.
Fu il primo fantino straniero nella storia plurisecolare del Palio di Siena, ed è ancora oggi l'unico fantino di colore ad aver preso parte alla corsa senese.

## La presenza al Palio di Siena
Alì, questo il suo soprannome da fantino, si disse esperto di monta a pelo e prese quindi parte alla tratta in occasione del Palio del 2 luglio 1927. Venne scelto dalla Contrada del Bruco, che aveva avuto in sorte un sauro dalle scarse potenzialità. Nel corso della prima prova cadde e fu costretto a recarsi in ospedale per le cure del caso. Ciò non gli impedì di disputare le prove successive e il Bruco confermò la sua monta anche per il Palio.
Alì ebbe l'ordine di ostacolare la partenza del Nicchio, all'epoca contrada rivale del Bruco. Il fantino era così deciso a rispettare le consegne della propria contrada da voler portare con sé addirittura un coltello. Il fantino africano riuscì comunque nel suo intento: bloccò alla  mossa Ferruccio Funghi detto Porcino, fantino del Nicchio che aveva avuto in sorte uno dei migliori cavalli, e lo costrinse a partire ultimo.
Il fantino eritreo continuò la corsa con molto impeto, ma non aveva alcuna speranza di successo; a vincere fu infatti il Valdimontone con Angelo Meloni detto Picino. Alla fine della corsa Alì non riuscì a frenare il proprio cavallo e travolse una guardia di pubblica sicurezza.
Nell'agosto dello stesso anno corse la prima prova del Palio dell'Assunta, ancora nel Bruco: montava un cavallo grigio di proprietà di Armando Rocchigiani. Tuttavia, fu l'ultima volta che venne visto in città: non corse più altre prove e per il Palio venne sostituito da Nello Magnelli detto Scacascio.

## Incertezza sulla reale identità
Non si conoscono le ragioni della sua presenza a Siena; secondo alcune fonti era un venditore ambulante, secondo altre lavorava come saltimbanco al circo. Alcune ricerche effettuate dagli storici del Palio hanno permesso di scoprire che i suoi genitori erano di origine maliana, nonostante lo stesso Alì fosse poi nato in Eritrea.
Il 7 febbraio 1928 un commissario del Ministero dell'Interno (su carta intestata dell'Ospedale di Santa Maria della Scala), chiese notizie al podestà di Siena Fabio Bargagli Petrucci sul "fantino moro Berhè Golom d'anni 23 il quale risultava essere nato in Asmara nella regione dell'Eritrea" e che era stato ricoverato dal 14 al 17 agosto 1927, a seguito di un infortunio occorsogli durante la prima prova del Palio di agosto. Il governo dell'Eritrea rispose che era sconosciuto, ma che quasi sicuramente poteva trattarsi di "certo Bathà Golom, fu Golom Temmami ed Haregù Haggi nato a Cheren e vissuto ad Asmara".
Il Comune di Siena rispose che tale persona non era presente nei registri anagrafici, "ma che è un venditore ambulante che di tanto in tanto capita a Siena per smerciare qualche articolo e che è assai povero. Non ha fissa dimora e si suppone che torni per partecipare ancora al Palio in qualità di fantino".
Dopo la carriera paliesca, Golon divenne tassista nella città di Genova.